# Lijst van gemeentelijke monumenten in Heerenveen (gemeente)
De gemeente Heerenveen heeft 365 gemeentelijke monumenten. Hieronder een overzicht. 

## De Knipe
De plaats De Knipe kent 19 gemeentelijke monumenten:
| Object             | Bouwjaar | Architect | Locatie             | Coördinaten                   | Nr.          | Afbeelding        |
| ------------------ | -------- | --------- | ------------------- | ----------------------------- | ------------ | ----------------- |
| Grafmonumenten     |          |           | Ds Veenweg bij 28 B | 52° 57' 56" NB, 5° 59' 34" OL | 0074/1       | Upload foto       |
| Boerderij          |          |           | Ds Veenweg 18       | 52° 58' 2" NB, 5° 58' 59" OL  | 0074/2017-61 | Boerderij         |
| Bedrijf met woning |          |           | Ds Veenweg 28       | 52° 57' 58" NB, 5° 59' 31" OL | 0074/2017-56 | Upload foto       |
| Boerderij          |          |           | Ds Veenweg 29       | 52° 58' 3" NB, 5° 59' 5" OL   | 0074/59      | Boerderij         |
| Woning             |          |           | Ds Veenweg 42       | 52° 57' 56" NB, 5° 59' 46" OL | 0074/2017-57 | Woning            |
| Boerderij          | 1882     |           | Ds Veenweg 50       | 52° 57' 55" NB, 5° 59' 50" OL | 0074/WN006   | Boerderij         |
| Boerderij          |          |           | Ds Veenweg 60       | 52° 57' 53" NB, 6° 0' 14" OL  | 0074/53      | Meer afbeeldingen |
| Doopsgezinde kerk  | 1751     |           | Ds Veenweg 61       | 52° 58' 1" NB, 5° 59' 24" OL  | 0074/2017-58 | Doopsgezinde kerk |
| Woning             |          |           | Ds Veenweg 83       | 52° 57' 59" NB, 5° 59' 34" OL | 0074/54      | Woning            |
| Boerderij          |          |           | Ds Veenweg 187      | 52° 57' 56" NB, 6° 0' 19" OL  | 0074/2017-49 | Upload foto       |
| Woning             |          |           | Meyerweg 25         | 52° 58' 7" NB, 5° 57' 43" OL  | 0074/2017-73 | Woning            |
| Boerderij          |          |           | Meyerweg 50         | 52° 58' 5" NB, 5° 57' 55" OL  | 0074/2017-75 | Boerderij         |
| Winkel met woning  |          |           | Meyerweg 67         | 52° 58' 7" NB, 5° 57' 53" OL  | 0074/2017-72 | Winkel met woning |
| Woning             |          |           | Meyerweg 72         | 52° 58' 6" NB, 5° 58' 2" OL   | 0074/2017-67 | Woning            |
| Woning             |          |           | Meyerweg 73         | 52° 58' 8" NB, 5° 57' 54" OL  | 0074/2017-71 | Upload foto       |
| Woning             |          |           | Meyerweg 75         | 52° 58' 7" NB, 5° 57' 54" OL  | 0074/2017-70 | Woning            |
| Woning             |          |           | Meyerweg 81         | 52° 58' 7" NB, 5° 57' 56" OL  | 0074/2017-69 | Woning            |
| Woning             |          |           | Meyerweg 90         | 52° 58' 6" NB, 5° 58' 6" OL   | 0074/2017-66 | Woning            |
| Boerderij          |          |           | Tramweg 13          | 52° 58' 11" NB, 5° 58' 23" OL | 0074/2017-84 | Upload foto       |

## Gersloot
De plaats Gersloot kent 1 gemeentelijk monument:
| Object    | Bouwjaar | Architect | Locatie           | Coördinaten                  | Nr.     | Afbeelding  |
| --------- | -------- | --------- | ----------------- | ---------------------------- | ------- | ----------- |
| Vm school |          |           | Aengwirderweg 433 | 53° 0' 24" NB, 5° 57' 52" OL | 0074/25 | Upload foto |

## Heerenveen
De plaats Heerenveen kent 236 gemeentelijke monumenten, zie de Lijst van gemeentelijke monumenten in Heerenveen (plaats)

## Hoornsterzwaag
De plaats Hoornsterzwaag kent 6 gemeentelijke monumenten:
| Object                 | Bouwjaar   | Architect | Locatie                | Coördinaten                   | Nr.      | Afbeelding  |
| ---------------------- | ---------- | --------- | ---------------------- | ----------------------------- | -------- | ----------- |
| Woningen               |            |           | Bij de Leijwei 111-117 | 53° 1' 2" NB, 6° 9' 50" OL    | 0074/27  | Upload foto |
| Betonbrug              | circa 1935 |           | Bij de Leijwei bij 161 | 53° 1' 27" NB, 6° 11' 19" OL  | 0074/199 | Upload foto |
| Woning-kantoor         | circa 1925 |           | Schoterlandseweg 28    | 52° 59' 30" NB, 6° 9' 15" OL  | 0074/200 | Upload foto |
| Boerderij              | circa 1930 |           | Schoterlandseweg 68    | 52° 59' 51" NB, 6° 10' 15" OL | 0074/201 | Upload foto |
| Dwarshuisboerderij     | circa 1904 |           | Schoterlandseweg 104   | 53° 0' 32" NB, 6° 12' 7" OL   | 0074/202 | Upload foto |
| Kop-romp Woonboerderij | circa 1910 |           | Zesde Wyk 2            | 53° 0' 14" NB, 6° 8' 43" OL   | 0074/203 | Upload foto |

## Jubbega
De plaats Jubbega kent 28 gemeentelijke monumenten:
| Object                                                    | Bouwjaar   | Architect | Locatie                      | Coördinaten                  | Nr.           | Afbeelding  |
| --------------------------------------------------------- | ---------- | --------- | ---------------------------- | ---------------------------- | ------------- | ----------- |
| Woningen                                                  | circa 1930 |           | Belgische Wijk 10-16         | 52° 59' 35" NB, 6° 6' 56" OL | 0074/204      | Upload foto |
| Woning                                                    | circa 1920 |           | Brinkreed 2                  | 52° 58' 15" NB, 6° 6' 23" OL | 0074/98       | Upload foto |
| Boerderij                                                 |            |           | Gorredijksterweg 27          | 52° 58' 39" NB, 6° 6' 18" OL | 0074/2017-43  | Upload foto |
| Woning                                                    |            |           | Gorredijksterweg 73          | 52° 59' 0" NB, 6° 5' 54" OL  | 0074/2017-40  | Upload foto |
| Woning                                                    |            |           | Hendrik de Vosweg 78         | 52° 59' 15" NB, 6° 6' 8" OL  | 0074/2017-38  | Upload foto |
| Winkel met woning                                         |            |           | Jelle van Damweg 2           | 53° 0' 14" NB, 6° 7' 19" OL  | 0074/31       | Upload foto |
| Woning                                                    |            |           | Jelle van Damweg 8           | 53° 0' 15" NB, 6° 7' 21" OL  | 0074/30       | Upload foto |
| Woning                                                    |            |           | Jelle van Damweg 18          | 53° 0' 16" NB, 6° 7' 26" OL  | 0074/2017-29  | Upload foto |
| Woningen                                                  |            |           | Jogchem Alberdaweg 38-40     | 53° 0' 3" NB, 6° 6' 51" OL   | 0074/36       | Upload foto |
| Woning                                                    |            |           | Jogchem Alberdaweg 74        | 53° 0' 13" NB, 6° 7' 16" OL  | 0074/2017-33  | Upload foto |
| Kantoor met woning                                        |            |           | Jogchem Alberdaweg 76 en 76A | 53° 0' 13" NB, 6° 7' 17" OL  | 0074/2017-32  | Upload foto |
| Grafmonument                                              | XXa        |           | K Molweg bij 19              | 53° 0' 27" NB, 6° 7' 40" OL  | 0074/205      | Upload foto |
| Woningen                                                  |            |           | Leidijk 5-11                 | 52° 59' 27" NB, 6° 7' 21" OL | 0074/2017-41  | Upload foto |
| Brug en sluis                                             |            |           | Nijeberkoperweg bij 10 en 12 | 52° 58' 20" NB, 6° 9' 4" OL  | 0074/2017-124 | Upload foto |
| Woning                                                    |            |           | Nijeberkoperweg 4            | 52° 58' 40" NB, 6° 8' 51" OL | 0074/2017-122 | Upload foto |
| Woning                                                    |            |           | Nijeberkoperweg 10           | 52° 58' 21" NB, 6° 9' 3" OL  | 0074/2017-123 | Upload foto |
| Boerderij                                                 |            |           | Oude Groningerweg 6          | 52° 57' 59" NB, 6° 6' 42" OL | 0074/120      | Upload foto |
| Garage                                                    |            |           | P W Janssenweg 2             | 52° 59' 5" NB, 6° 8' 14" OL  | 0074/93       | Upload foto |
| Winkel                                                    | circa 1935 |           | P W Janssenweg 74            | 53° 0' 15" NB, 6° 7' 18" OL  | 0074/206      | Upload foto |
| Woningen                                                  |            |           | Schoolweg 18-56              | 53° 0' 23" NB, 6° 7' 28" OL  | 0074/495      | Upload foto |
| Woning                                                    |            |           | Schoterlandseweg 28          | 52° 58' 24" NB, 6° 6' 33" OL | 0074/97       | Upload foto |
| Boerderij                                                 |            |           | Schoterlandseweg 44          | 52° 58' 31" NB, 6° 6' 54" OL | 0074/96       | Upload foto |
| Woning in Expressionisme, invloeden van (materiaal) stijl | circa 1925 |           | Schoterlandseweg 93          | 52° 58' 33" NB, 6° 6' 55" OL | 0074/207      | Upload foto |
| Boerderij                                                 | circa 1930 |           | Schoterlandseweg 103         | 52° 58' 35" NB, 6° 7' 0" OL  | 0074/208      | Upload foto |
| Boerderij                                                 |            |           | Schoterlandseweg 161         | 52° 59' 1" NB, 6° 8' 7" OL   | 0074/94       | Upload foto |
| Woning                                                    |            |           | Siemen Brinksmaweg 2         | 53° 0' 14" NB, 6° 7' 15" OL  | 0074/2017-34  | Upload foto |
| Woningen                                                  |            |           | Singel 5-7                   | 53° 0' 17" NB, 6° 7' 11" OL  | 0074/28       | Upload foto |
| Woningen                                                  |            |           | Wolter Jagerswijk 5-11       | 52° 59' 31" NB, 6° 6' 49" OL | 0074/42       | Upload foto |

## Katlijk
De plaats Katlijk kent 5 gemeentelijke monumenten:
| Object                                          | Bouwjaar   | Architect | Locatie             | Coördinaten                  | Nr.           | Afbeelding  |
| ----------------------------------------------- | ---------- | --------- | ------------------- | ---------------------------- | ------------- | ----------- |
| Transformatorstation                            |            |           | Houtlaan 1A         | 52° 56' 45" NB, 6° 2' 31" OL | 0074/2017-111 | Upload foto |
| Grafmonument                                    | circa 1925 |           | Kerkelaan bij 20    | 52° 56' 57" NB, 6° 0' 40" OL | 0074/WN291    | Upload foto |
| Slakboerderij De Heuvel in Expressionisme stijl | 1930       |           | Schoterlandseweg 49 | 52° 56' 34" NB, 6° 2' 10" OL | 0074/209      | Upload foto |
| Boerderij                                       | circa 1870 |           | W A Nijenhuisweg 33 | 52° 57' 2" NB, 6° 1' 16" OL  | 0074/210      | Boerderij   |
| Woning                                          |            |           | W A Nijenhuisweg 67 | 52° 57' 10" NB, 6° 2' 4" OL  | 0074/2017-119 | Woning      |

## Luinjeberd
De plaats Luinjeberd kent 14 gemeentelijke monumenten:
| Object                                        | Bouwjaar   | Architect | Locatie           | Coördinaten                   | Nr.          | Afbeelding  |
| --------------------------------------------- | ---------- | --------- | ----------------- | ----------------------------- | ------------ | ----------- |
| Woning                                        |            |           | Aengwirderweg 104 | 52° 59' 22" NB, 5° 55' 15" OL | 0074/11      | Upload foto |
| Woning                                        |            |           | Aengwirderweg 106 | 52° 59' 22" NB, 5° 55' 14" OL | 0074/12      | Upload foto |
| Boerderij                                     |            |           | Aengwirderweg 116 | 52° 59' 24" NB, 5° 55' 18" OL | 0074/2017-14 | Upload foto |
| Boerderij                                     |            |           | Aengwirderweg 128 | 52° 59' 27" NB, 5° 55' 22" OL | 0074/211     | Upload foto |
| Boerderij                                     |            |           | Aengwirderweg 133 | 52° 59' 23" NB, 5° 55' 12" OL | 0074/2017-13 | Upload foto |
| Woning                                        |            |           | Aengwirderweg 189 | 52° 59' 34" NB, 5° 55' 38" OL | 0074/2017-17 | Upload foto |
| Woning in Vernieuwende stijl stijl            | circa 1910 |           | Aengwirderweg 194 | 52° 59' 40" NB, 5° 56' 2" OL  | 0074/212     | Upload foto |
| Woning                                        |            |           | Aengwirderweg 196 | 52° 59' 41" NB, 5° 56' 3" OL  | 0074/2017-19 | Upload foto |
| Woning                                        | circa 1905 |           | Aengwirderweg 203 | 52° 59' 36" NB, 5° 55' 44" OL | 0074/213     | Upload foto |
| Woning in Expressionisme, invloeden van stijl | circa 1925 |           | Aengwirderweg 239 | 52° 59' 39" NB, 5° 55' 54" OL | 0074/214     | Upload foto |
| Woonboerderij                                 | circa 1875 |           | Aengwirderweg 241 | 52° 59' 42" NB, 5° 55' 53" OL | 0074/215     | Upload foto |
| Villa in Vernieuwende stijl stijl             | 1908       |           | Aengwirderweg 251 | 52° 59' 43" NB, 5° 56' 4" OL  | 0074/216     | Upload foto |
| Woning                                        |            |           | Hooivaartsweg 1   | 53° 1' 7" NB, 5° 55' 18" OL   | 0074/WN307   | Upload foto |
| Woning                                        |            |           | P G Otterweg 5    | 53° 0' 36" NB, 5° 54' 45" OL  | 0074/2       | Upload foto |

## Mildam
De plaats Mildam kent 4 gemeentelijke monumenten:
| Object             | Bouwjaar   | Architect | Locatie              | Coördinaten                   | Nr.           | Afbeelding         |
| ------------------ | ---------- | --------- | -------------------- | ----------------------------- | ------------- | ------------------ |
| Brug               | circa 1930 |           | Bruggelaantje bij 10 | 52° 56' 2" NB, 5° 59' 57" OL  | 0074/218      | Upload foto        |
| Brugwachterswoning | circa 1920 |           | Bruggelaantje 10     | 52° 56' 2" NB, 6° 0' 2" OL    | 0074/217      | Brugwachterswoning |
| Arbeiderswoning    | circa 1900 |           | Schoterlandseweg 5   | 52° 56' 2" NB, 5° 59' 10" OL  | 0074/219      | Upload foto        |
| Woonboerderij      |            |           | Weversbuurt 22       | 52° 56' 58" NB, 5° 59' 36" OL | 0074/2017-127 | Upload foto        |

## Nieuwehorne
De plaats Nieuwehorne kent 4 gemeentelijke monumenten:
| Object                                                       | Bouwjaar         | Architect | Locatie             | Coördinaten                  | Nr.      | Afbeelding  |
| ------------------------------------------------------------ | ---------------- | --------- | ------------------- | ---------------------------- | -------- | ----------- |
| Woonboerderij in Expressionisme, invloeden van stijl         | circa 1747, 1927 |           | Schoterlandseweg 17 | 52° 56' 53" NB, 6° 2' 50" OL | 0074/220 | Upload foto |
| Woning                                                       |                  |           | Schoterlandseweg 62 | 52° 57' 4" NB, 6° 3' 31" OL  | 0074/221 | Upload foto |
| Woning                                                       |                  |           | Schoterlandseweg 90 | 52° 57' 9" NB, 6° 3' 45" OL  | 0074/222 | Upload foto |
| Dokterswoning-praktijk in (rationalistische invloeden) stijl | 1929             |           | Schoterlandseweg 92 | 52° 57' 10" NB, 6° 3' 45" OL | 0074/223 | Upload foto |

## Nieuweschoot
De plaats Nieuweschoot kent 2 gemeentelijke monumenten:
| Object         | Bouwjaar   | Architect | Locatie                | Coördinaten                  | Nr.        | Afbeelding     |
| -------------- | ---------- | --------- | ---------------------- | ---------------------------- | ---------- | -------------- |
| Grafmonumenten |            |           | Rotstergaastweg bij 43 | 52° 55' 56" NB, 5° 56' 3" OL | 0074/WN317 | Upload foto    |
| Stelpboerderij | circa 1920 |           | Rotstergaastweg 30     | 52° 56' 4" NB, 5° 55' 55" OL | 0074/225   | Stelpboerderij |

## Oranjewoud
De plaats Oranjewoud kent 12 gemeentelijke monumenten:
| Object                                                                  | Bouwjaar        | Architect             | Locatie                   | Coördinaten                   | Nr.        | Afbeelding                       |
| ----------------------------------------------------------------------- | --------------- | --------------------- | ------------------------- | ----------------------------- | ---------- | -------------------------------- |
| Woning                                                                  | circa 1884      | Brouwer, G.           | Bieruma Oostingweg 13     | 52° 56' 50" NB, 5° 58' 49" OL | 0074/227   | Upload foto                      |
| Woningen                                                                | circa 1915      |                       | Koningin Julianaweg 41-43 | 52° 56' 50" NB, 5° 56' 49" OL | 0074/WN320 | Woningen                         |
| Woning                                                                  |                 |                       | Koningin Julianaweg 71    | 52° 56' 46" NB, 5° 57' 42" OL | 0074/WN321 | Upload foto                      |
| Stelpboerderij Donglust                                                 | circa 1900      | Brouwer, J.           | Koningin Julianaweg 94    | 52° 56' 42" NB, 5° 57' 38" OL | 0074/WN322 | Upload foto                      |
| Woning Tanna                                                            | circa 1930      |                       | Koningin Wilhelminaweg 61 | 52° 56' 41" NB, 5° 57' 13" OL | 0074/WN323 | Woning Tanna                     |
| Joodse begraafplaats                                                    | XX              |                       | Lollius Ademalaan t.o. 39 | 52° 56' 42" NB, 5° 56' 57" OL | 0074/WN324 | Meer afbeeldingen                |
| Woning                                                                  | 1932            |                       | Marijkemuoiwei 1          | 52° 57' 8" NB, 5° 58' 32" OL  | 0074/234   | Upload foto                      |
| Grafmonumenten                                                          |                 |                       | Marijkemuoiwei naast 19   | 52° 57' 11" NB, 5° 58' 51" OL | 0074/WN326 | Upload foto                      |
| Woonhuis-Timmerbedrijf-Boerderij                                        | (1854 ?)        | Brouwer               | Prins Bernhardweg 12      | 52° 56' 59" NB, 5° 57' 41" OL | 0074/235   | Woonhuis-Timmerbedrijf-Boerderij |
| Dienstwoning                                                            | circa 1870      | Douma, J. ?           | Prins Bernhardweg 14      | 52° 56' 60" NB, 5° 57' 42" OL | 0074/236   | Dienstwoning                     |
| Stelpwoonboerderij Semper Virens in Neoclassicisme, elementen van stijl | 1875            | Douma, J., Leeuwarden | Prins Bernhardweg 31      | 52° 56' 59" NB, 5° 57' 20" OL | 0074/237   | Upload foto                      |
| Woning                                                                  | circa 1916;1950 | Brouwer, G.           | Prins Bernhardweg 73      | 52° 56' 60" NB, 5° 57' 51" OL | 0074/238   | Woning                           |

## Oudehorne
De plaats Oudehorne kent 5 gemeentelijke monumenten:
| Object                                              | Bouwjaar   | Architect | Locatie                 | Coördinaten                  | Nr.          | Afbeelding                                          |
| --------------------------------------------------- | ---------- | --------- | ----------------------- | ---------------------------- | ------------ | --------------------------------------------------- |
| Klokkestoel                                         | 1920       |           | Schoterlandseweg bij 81 | 52° 57' 44" NB, 6° 4' 35" OL | 0074/241     | Meer afbeeldingen                                   |
| Kerk                                                | 1924       |           | Schoterlandseweg 20     | 52° 57' 22" NB, 6° 4' 6" OL  | 0074/240     | Kerk                                                |
| Brugwachterswoning in , chaletstijl elementen stijl | 1880       |           | Sevenaerpad 5           | 52° 56' 13" NB, 6° 5' 7" OL  | 0074/243     | Brugwachterswoning in , chaletstijl elementen stijl |
| Sluis I (1x)                                        | circa 1880 |           | Sevenaerspad bij nr 5   | 52° 56' 13" NB, 6° 5' 8" OL  | 0074/242     | Sluis I (1x)                                        |
| Woning                                              |            |           | Tweede Stichtingspad 3  | 52° 58' 36" NB, 6° 4' 41" OL | 0074/2017-39 | Upload foto                                         |

## Oudeschoot
De plaats Oudeschoot kent 17 gemeentelijke monumenten:
| Object                                                         | Bouwjaar         | Architect                     | Locatie                 | Coördinaten                   | Nr.        | Afbeelding              |
| -------------------------------------------------------------- | ---------------- | ----------------------------- | ----------------------- | ----------------------------- | ---------- | ----------------------- |
| Woonboerderij-bedrijf                                          |                  |                               | Marktweg 46             | 52° 56' 10" NB, 5° 57' 11" OL | 0074/139   | Upload foto             |
| Pastorie (gereformeerd)                                        | circa 1925       |                               | Marktweg 57             | 52° 56' 10" NB, 5° 57' 9" OL  | 0074/142   | Pastorie (gereformeerd) |
| Onderwijzerswoning                                             | circa 1920       |                               | Marktweg 59             | 52° 56' 10" NB, 5° 57' 8" OL  | 0074/143   | Onderwijzerswoning      |
| Woning-kantoor                                                 | circa 1915       |                               | Marktweg 66             | 52° 56' 13" NB, 5° 57' 7" OL  | 0074/140   | Woning-kantoor          |
| Woning                                                         | circa 1910       |                               | Marktweg 69             | 52° 56' 12" NB, 5° 57' 7" OL  | 0074/144   | Woning                  |
| Woning                                                         | 1912             |                               | Marktweg 72             | 52° 56' 15" NB, 5° 57' 6" OL  | 0074/141   | Woning                  |
| Grafmonument                                                   | 1782, 1890, 1912 | Veldman, A. (Buitenpost) 1890 | Schoterlandseweg bij 24 | 52° 56' 2" NB, 5° 57' 30" OL  | 0074/WN342 | Upload foto             |
| Woning                                                         | circa 1915       |                               | Schoterlandseweg 13     | 52° 56' 3" NB, 5° 57' 25" OL  | 0074/177   | Woning                  |
| Pastorie ? in Traditionalisme stijl                            | 1881             |                               | Schoterlandseweg 41     | 52° 56' 4" NB, 5° 57' 37" OL  | 0074/248   | Upload foto             |
| Stelpwoonboerderij                                             | 1904             |                               | Schoterlandseweg 47     | 52° 56' 1" NB, 5° 58' 12" OL  | 0074/250   | Stelpwoonboerderij      |
| Kop-romp woonboerderij                                         | circa 1850       |                               | Schoterlandseweg 57     | 52° 56' 1" NB, 5° 58' 51" OL  | 0074/251   | Kop-romp woonboerderij  |
| Arbeiderswoning                                                | circa 1890       |                               | Schoterlandseweg 61     | 52° 56' 1" NB, 5° 58' 59" OL  | 0074/252   | Upload foto             |
| Dwarshuisboerderij                                             | 1908             |                               | Schoterlandseweg 70     | 52° 55' 58" NB, 5° 58' 15" OL | 0074/245   | Upload foto             |
| Woonboerderij                                                  | 1862;1863        |                               | Tjeerd Roslaan 13       | 52° 56' 20" NB, 5° 58' 9" OL  | 0074/244   | Upload foto             |
| Groepsaccommodatie                                             |                  |                               | van Bienemalaan 15      | 52° 56' 8" NB, 5° 57' 33" OL  | 0074/247   | Upload foto             |
| Woonboerderij                                                  |                  |                               | Wolvegasterweg 2        | 52° 55' 60" NB, 5° 57' 22" OL | 0074/195   | Meer afbeeldingen       |
| Winkel-woning in Expressionisme, invloeden van (details) stijl | circa 1920       |                               | Wolvegasterweg 6        | 52° 55' 59" NB, 5° 57' 22" OL | 0074/196   | Upload foto             |

## Terband
De plaats Terband kent 1 gemeentelijk monument:
| Object  | Bouwjaar | Architect | Locatie          | Coördinaten                  | Nr.    | Afbeelding  |
| ------- | -------- | --------- | ---------------- | ---------------------------- | ------ | ----------- |
| Kantoor |          |           | Aengwirderweg 57 | 52° 58' 48" NB, 5° 55' 0" OL | 0074/9 | Upload foto |

## Tjalleberd
De plaats Tjalleberd kent 11 gemeentelijke monumenten:
| Object                                                                           | Bouwjaar   | Architect    | Locatie               | Coördinaten                   | Nr.          | Afbeelding        |
| -------------------------------------------------------------------------------- | ---------- | ------------ | --------------------- | ----------------------------- | ------------ | ----------------- |
| Kop-rompboerderij                                                                | 1907       |              | Aengwirderweg 236     | 52° 59' 46" NB, 5° 56' 20" OL | 0074/253     | Upload foto       |
| Woning in Vernieuwende stijl elementen stijl                                     | circa 1915 |              | Aengwirderweg 280     | 52° 59' 51" NB, 5° 56' 36" OL | 0074/255     | Upload foto       |
| Woning                                                                           | 1883       |              | Aengwirderweg 289     | 52° 59' 49" NB, 5° 56' 23" OL | 0074/257     | Upload foto       |
| Stelpboerderij Afkemastate                                                       | 1905       |              | Aengwirderweg 296     | 52° 59' 57" NB, 5° 56' 52" OL | 0074/254     | Upload foto       |
| Kop-rompboerderij in Expressionisme, invloeden van stijl                         | circa 1925 |              | Aengwirderweg 306     | 53° 0' 0" NB, 5° 56' 59" OL   | 0074/2017-23 | Upload foto       |
| Artsenwoning                                                                     | 1904       |              | Aengwirderweg 309     | 52° 59' 52" NB, 5° 56' 33" OL | 0074/256     | Artsenwoning      |
| Doopsgezinde kerk                                                                | 1871       |              | Aengwirderweg 318     | 53° 0' 3" NB, 5° 57' 5" OL    | 0074/258     | Doopsgezinde kerk |
| Kop-rompboerderij                                                                | 1904       |              | Aengwirderweg 349     | 53° 0' 1" NB, 5° 56' 54" OL   | 0074/259     | Upload foto       |
| Boerderij                                                                        | 1923       |              | Aengwirderweg 361     | 53° 0' 4" NB, 5° 57' 3" OL    | 0074/260     | Upload foto       |
| Pastorie (NH) in Delftse School/Expressionisme/Rationalisme, elementen van stijl | 1940       | Wierda, C.J. | Pastoriesingel 6      | 52° 59' 50" NB, 5° 56' 38" OL | 0074/262     | Upload foto       |
| Herdenkingsmonument                                                              |            |              | Pastoriesingel bij 16 | 52° 59' 43" NB, 5° 56' 38" OL | 0074/261     | Upload foto       |

De Friese Meren  ·
Harlingen  ·
Heerenveen  ·
Leeuwarden  · Leeuwarderadeel  ·
Ooststellingwerf  ·
Súdwest‑Fryslân  ·
Smallingerland  ·
Weststellingwerf